# Sera... notte... mattino
Sera... notte... mattino (Abend - Nacht - Morgen) è un film del 1920 diretto da Friedrich Wilhelm Murnau.
È considerato un film perduto.

## Trama
Maud, una giovane "cocotte" ha come amante un milionario, Chester. 
Chester compra per lei una collana costosa, che mostra in giro la sera al suo club. Nel tentativo di rubare la collana, prima Prince, un giocatore d'azzardo, amico di Chester, poi Brilburn, fratello di Maud si introducono nella villa del ricco signore che pare essersi impiccato...
Risolve brillantemente il caso il detective Ward.

## Produzione
Il film è stato girato negli studi Lixie a Berlino-Weissensee e prodotto dalla Decla-Bioscop. 
Robert Neppach era il responsabile delle scenografie. Il film era composto di cinque atti (1700 metri, circa 94 minuti).

## La prima
La prima ha avuto luogo all'inizio dell'ottobre 1920 al Decla Lichtspiele Unter den Linden.

## Accoglienza
La critica cinematografica del suo tempo ha complessivamente apprezzato il film per la sua atmosfera elegante, le luci e le ombre sapientemente impiegate.
Viene riconosciuta la raffinatezza della scenografia e della recitazione e il soggetto appare diverso da un qualsiasi altro film poliziesco.